# Spoorlijn Ravezies - Pointe-de-Grave
De spoorlijn Ravezies - Pointe-de-Grave is een Franse spoorlijn van Bordeaux naar Le Verdon-sur-Mer. De volledige lijn is 101,9 km lang en heeft als lijnnummer 584 000.

## Geschiedenis
De lijn werd in gedeeltes geopend door de Compagnie du chemin de fer du Médoc.
- Bordeaux-Saint-Louis - Macau: 28 november 1868
- Macau - Margaux: 7 maart 1869
- Margaux - Moulis-Listrac: 24 juli 1869
- Moulis-Listrac - Pauillac: 30 juni 1870
- Pauillac - Saint-Germain-d'Esteuil: 1 juli 1873
- Saint-Germain-d'Esteuil - Lesparre: 6 september 1873
- Lesparre - Soulac: 1 augustus 1874
- Soulac - Le Verdon: 14 augustus 1875
- Le Verdon - Pointe-de-Grave: 1 augustus 1902

## Treindiensten
De SNCF verzorgt het personenvervoer op dit traject met TER treinen.
| Serie | Treinsoort | Route                                                  | Bijzonderheden |
| ----- | ---------- | ------------------------------------------------------ | -------------- |
| L 42  | TER (SNCF) | Pointe-de-Grave – [ Bordeaux-Saint-Jean ] / [ Pessac ] |                |
| F 42  | TER (SNCF) | Macau – [ Bordeaux-Saint-Jean ] / [ Pessac ]           |                |

## Aansluitingen
In de volgende plaatsen is of was er een aansluiting op de volgende spoorlijnen:
Bordeaux-Saint-Louis
RFN 585 506, sporen van de bassins à flots van Bordeaux
aansluiting La Vache
RFN 586 000, ceinture van Bordeaux
aansluiting Beyreman
RFN 587 300, raccordement tussen Bonnaous en Beyreman
Bruges
RFN 584 603, stamlijn ZI de Bruges
lijn tussen Bruges en Lacanau-Océan
Blanquefort
RFN 584 606, stamlijn Blanquefort
RFN 588 500, aansluiting Parempuyre - haven van Grattequina
Margaux
lijn tussen Margaux en Sainte-Hélène
Pauillac
RFN 584 531,	spoorlijn loodshaven Pauillac
Trompeloup
RFN 588 506, stamlijn Angers-Maître-École (ZI Saint-Barthélemy)
Lesparre
lijn tussen Lesparre en Saint-Symphorien
Le Verdon
RFN 589 500, raccordement van l'avant port de Verdon

## Elektrische tractie
De lijn werd in 1934 geëlektrificeerd met een gelijkspanning van 1500 volt.

## Galerij

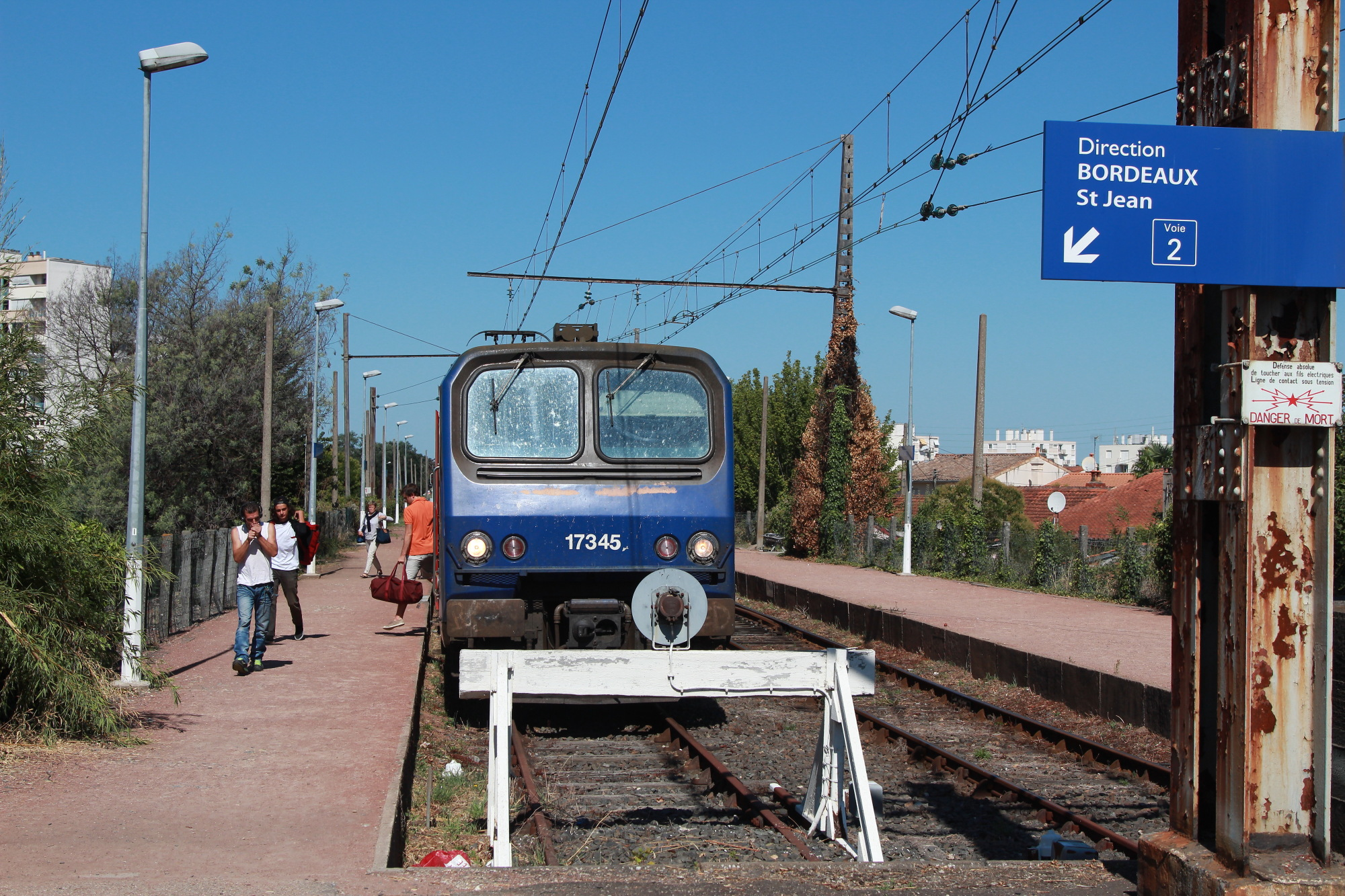
Voormalig station Ravezies.
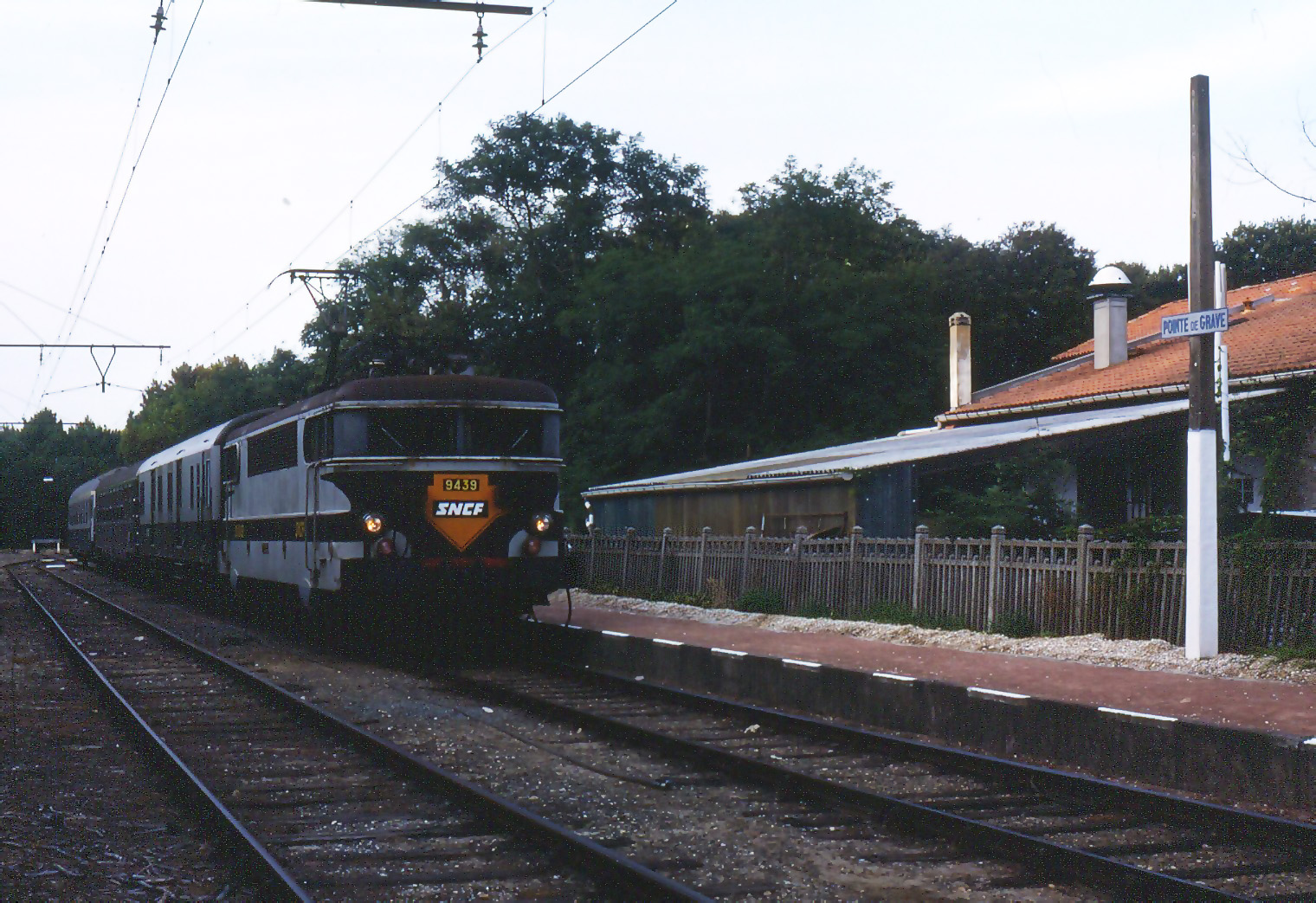
Nachttrein van Paris-Austerlitz naar Point-de-Grave in 1990.
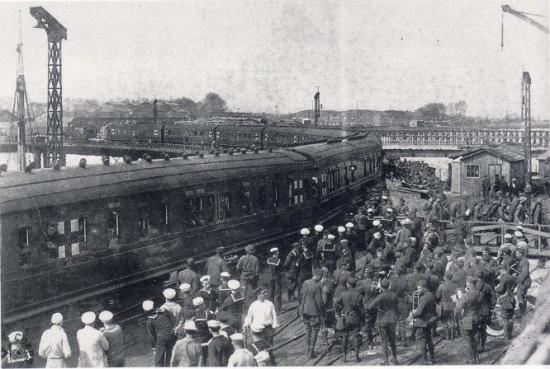
Kade bij Pauillac in 1918 bij de terugkeer van troepen naar de VS.
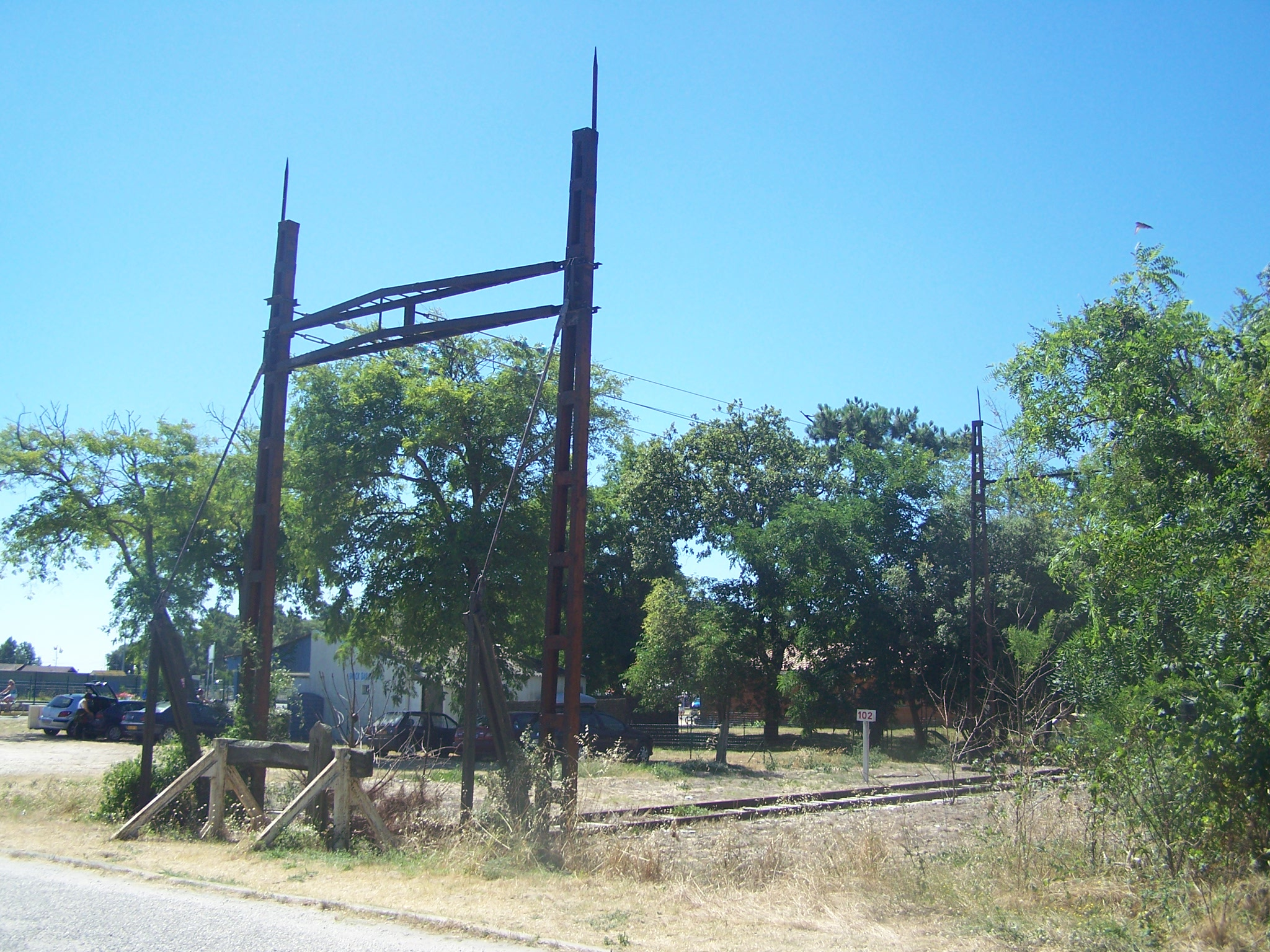
Eindpunt bij Point-de-Grave.
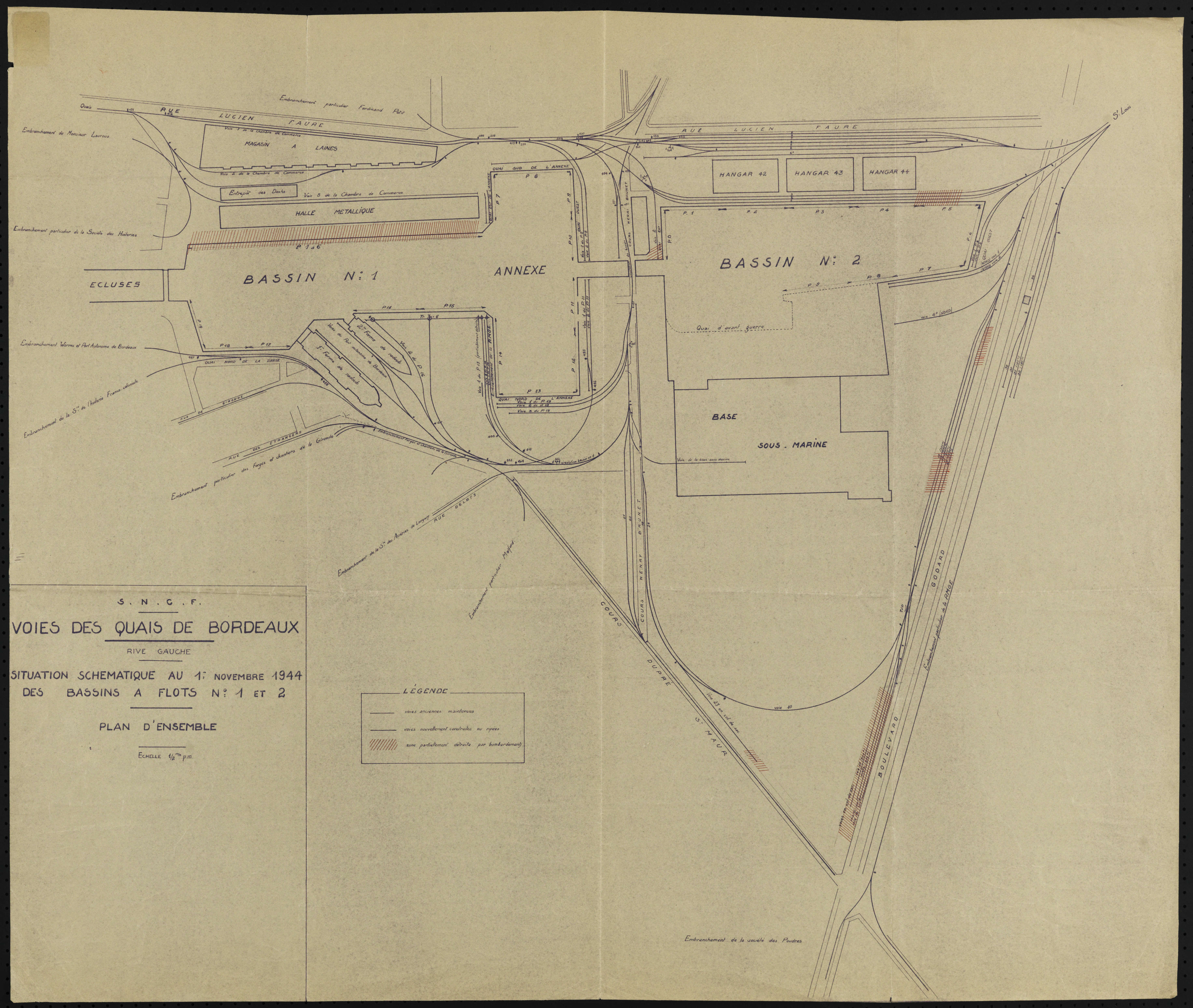
sporenlayout bassins à flots in Bordeaux.